# Irene Brin
Irene Brin, de son vrai nom Maria Vittoria Rossi, née le  14 juin 1911 à Rome en Italie et morte le 31 mai 1969 à Bordighera en Italie, est une journaliste, écrivain, marchand d’art, traductrice et une « femme de grande culture, d'intelligence et de style ».

## Biographie

### La famille et ses débuts
Maria Vittoria Rossi, mieux connue sous le nom de Irène Brin, vient d'une famille de Ligurie qui se compose de personnes éduqués et progressistes.
Le père de Irène était le général de Corps d’armée Vincenzo Rossi, auteur de deux traités militaires très réputés de son temps: "La guerre dans les montagnes" (1902) et "L'expédition anglaise au Tibet" (1905). La mère, Maria Pia Luzzatto, est née et a grandi à Vienne, d’origine juive, multilingue, elle a transmis à ses deux filles, Maria (Irène) et Franca, la passion pour les langues (elle en parlait couramment cinq ), pour l’art et la littérature. Les parents décident, de commun accord, de retirer leur fille de l'école à la fin du « ginnasio » c’est-à-dire après les deux premières années du lycée classique. À partir de ce moment-là, la mère va prendre soin de son éducation. Mariù, comme elle est surnommée dans la famille, lit beaucoup et en plusieurs langues, ce qui lui permettra de travailler en allemand, français, anglais et espagnol et de faire des traductions dans ces mêmes langues.
Irène est aussi la nièce de l'avocat criminaliste Francesco Rossi (1863-1948), qui a été maire de Bordighera de 1901 à 1907 et la cousine de l'avocat Paolo Rossi qui deviendra Ministre de l'Éducation, ainsi que le premier Président de la Commission parlementaire Antimafia  et Président de la Cour constitutionnelle de la République italienne. Elle est également cousine, au deuxième degré, de la fille de Paolo Rossi, l'écrivain Maria Francesca Rossi, mieux connue sous le nom de Francesca Duranti.
Dès 1934, à l’âge de vingt ans Maria Vittoria Rossi fait ses débuts sous le pseudonyme de Mariù sur les colonnes du journal Il Lavoro de Gênes, appelée par Giovanni Ansaldo. Mariù utilisera tout au long de sa vie de nombreux pseudonymes (Marlène, Oriane, Comtesse Clara, Maria del Corso, etc.), mais le plus aimé fut Irène Brin, donné par Leo Longanesi en 1937, quand il l'a invitée à écrire pour le magazine "Omnibus".

### La rencontre avec Gaspero del Corso
Elle avait déjà été fiancée avec le génois Carlo Ròddolo, un ami proche de Indro Montanelli, mort à vingt-sept ans le 18 février 1937 à Addis Abeba pour une grave blessure au combat, quand elle rencontre, lors d'un bal à l'hôtel Excelsior à Rome, Gaspero del Corso et c’est le coup de foudre. Le jeune officier partage avec elle la passion pour Marcel Proust et son roman À la recherche du temps perdu, et l’amour pour l'art et les voyages. La passion est telle qu’ils se marient très rapidement, le 13 avril 1937 et ils ne se quitteront plus.
1937 est l'année où Irene commence à écrire pour différents journaux. Sur chaque journal et magazine elle utilise un pseudonyme différent. Leo Longanesi lui conseille Irene Brin pour les articles de costume qu’elle écrit pour son nouveau magazine "Omnibus". Cette nouvelle publication hebdomadaire aura beaucoup de succès comme les articles d’Irene écrits avec malice et raffinement. (Sur les relations avec Longanesi, Irene a écrit, à la mort de son ami, un excellent article sur le "Borghese" du 27 septembre 1957 :  Un nom inventé ). Elle voyage beaucoup avec son mari, ce qui lui permet de s’ouvrir davantage au monde et de tisser des relations avec la meilleure société cosmopolite de l'époque. En 1941, elle écrit son premier livre "Olga à Belgrade", inspiré par son expérience pendant la guerre en Yougoslavie.

### La guerre
En 1943 le couple retourne à Rome. Formellement, après l’l'armistice, Gaspero del Corso est considéré comme un déserteur et il est donc obligé de se cacher dans la maison, avec plusieurs autres officiers et soldats pour fuir les rafles allemandes.
À cette époque, le seul revenu du couple provient des traductions de Irene, cependant, ils deviennent de plus en plus rares car Irene arrête de travailler pour les éditeurs qui collaborent avec l'occupant. Pour subvenir aux besoins de leur couple Irene commence à vendre leurs cadeaux de mariage: au début ce sont de petits objets comme un sac en alligator, mais après elle est obligée de continuer avec les gravures et les dessins d’artistes comme Picasso, Matisse, Morandi...
Peu de temps après Irene Brin trouve un travail en tant que vendeuse dans la librairie d'art La Margherita, assistée par son mari qui, sous la fausse identité de Ottorino Maggiore, lui trouve livres, dessins et clients. Sur leurs activités d’après-guerre, il y a le livre  La mort de Mozart  (Longanesi, Milan 1957), de l'américain Henry Furst qui les a connus et frequentés à cette époque.

### La Galerie «L’Obelisco»
Pendant son travail à la librairie La Margherita, un artiste alors inconnu, Renzo Vespignani se présente au magasin avec un large portefeuille de dessins. Il n’a encore jamais rien vendu. Irene et Gaspero, fascinés par la beauté des dessins, achètent personnellement les œuvres proposés et ils les revendent très rapidement, confirmant ainsi leur flair pour l’art.
Cette expérience leur donne confiance et en 1946, le couple loue un locale en Via Sistina 146, où ils ouvrent leur galerie "L’Obelisco", qui prit bientôt une importance primordiale dans le paysage culturel de la capitale.

### La Settimana Incom
Immédiatement après la guerre Irene Brin commence une longue collaboration avec La Settimana Incom illustrée de Luigi Barzini junior, la version presse écrite, de la plus célèbre Actualités cinématographiques d’Italie. Sur ces pages Irène, avec l'excuse de dispenser des conseils sur le style, le comportement, la vie sociale, la mode et ainsi de suite, écrit des articles riches en ironie et citations littéraires cachées, compréhensibles seulement par un public cultivé et raffiné.
Ses articles sont signés avec le pseudonyme Contessa Clara Ràdjanny von Skèwitch, avec lequel Irene fait semblant d'être une vieille dame aristocratique, originaire d'un pays non spécifié derrière le rideau de fer, citant des rencontres avec Altesses Royales et écrivains célèbres. Par exemple dans un article sur le sommeil, elle parle d'une conversation entre Bergson et Proust, tandis que, en occasion d’un article sur les taxis, elle relate d’une rencontre fortuite avec un ami d'enfance, exilé à Paris, qui gagnait sa vie en faisant ce travail.
Le personnage de la comtesse Clara fut ci célèbre qu’il inspira l’acteur Alberto Sordi pour sa parodie à la radio du comte Claro 

### Harper’s Bazaar
Irene avait beaucoup de succès dans ses rubriques sur le stl parce qu'elle était l’incarnation du style à l'italien. Très connue est l’anecdote datpromenaonur Park Avenue à New York, elle fut arrêtée par une dame qui lui demanda où elle avait acheté son tailleur (il s’agissait d’une création de Alberto Fabiani). Cette dame était Diana Vreeland, rédactrice en chef de Harper’s Bazaar. Grâce à cette rencontre, Irene devient sa première collaboratrice en Italie, en portant sur les pages du magazine newyorkais les premiers signes de Made in Italy, à un moment où le monde de la mode ne parlait que français.
Irene a travaillé activement à la réussite du premier défilé de mode italienne, organisé le 12 février 1951 par le marquis Giovanni Battista Giorgini dans sa résidence privée à la Villa Torrigiani, Via de 'Serragli, à Florence.

### Les échanges culturels
Dans leurs activités frénétiques à Rome et dans le monde, Irene et Gaspero ont travaillé avec des dizaines d'artistes célèbres ou émergents et plusieurs ont été accueillis à la galerie "L’obelisco". Pendant leurs voyages ils avaient aussi endossé tout naturellement un rôle de promoteurs de l’art italien, ils se faisaient un plaisir de faire connaitre les nouveaux artistes surtout aux Amériques et en Europe.

### Les derniers jours
En découvrant son cancer, Irene a réagi en poursuivant ses activités de travail et de voyage comme avant. C’est au printemps 1969, que le couple se rend comme d'habitude à Strasbourg pour visiter les expositions d'art locales. Sur le chemin du retour, Irene se rend compte qu’elle n’est pas en mesure de continuer le voyage jusqu’à Rome, et elle décide de s’arrêter sur le chemin dans sa maison d'origine, à Bordighera, où elle meurt le 31 mai 1969 à l’âge de 58 ans.

## Œuvres littéraires
- Olga a Belgrado, Vallecchi, Firenze 1943
- Usi e Costumi, 1920-1940, Donatello de Luigi, Roma 1944
- Le Visite, Casa Editrice Partenia, Roma 1944
- Images de Lautrec, Carlo Bestetti, Edizioni d'arte/Collezione dell’Obelisco, Roma 1947
- Femmes de Lautrec, Carlo Bestetti, Edizioni d'arte/Collezione dell’Obelisco, Roma 1954
- I Segreti del Successo, Colombo Editore, Roma 1954 (con lo pseudonimo Contessa Clara)
- Il Galateo, Colombo Editore, Roma 1959 (con lo pseudonimo Contessa Clara)

## Distinctions et prix
Elle est faite Chevalier Officier de l’Ordre du Mérite de la République italienne le 2 juin 1955.
En 1969, l'Académie du costume et de la mode établie le Prix Irene Brin pour soutenir de nouveaux talents.
Le 17 septembre 2011, pour le centenaire de sa naissance, on décide d’ouvrir "Le jardin de Irene Brin" dans le village de Sasso, à Bordighera. Son neveu Vincent Torre voulait ouvrir au public le jardin de la maison familiale où sa tante et lui-même ont rassemblé des œuvres de différents artistes.
En 2014, l'Association Culturelle "Irene Brin", en collaboration avec la Galerie nationale d'art moderne et contemporain de Rome, a lancé la 1re édition de l'"Art dans le jardin d'Irene Brin", pour le développement de l'art contemporain en plein air.